# NGC 7362
NGC 7362 est une vaste galaxie elliptique située dans la constellation de Pégase. Cette galaxie a été découverte par l'astronome américain Lewis Swift en 1886. La vitesse de NGC 7362 par rapport au fond diffus cosmologique est de 7 080 ± 29 km/s, ce qui correspond à une distance de Hubble de 104,4 ± 7,3 Mpc (∼341 millions d'al).
Les galaxies LEDA 214861 et LEDA 214862 se trouvent dans la même région du ciel que NGC 7362. Leur distance de Hubble ne sont pas indiquée sur la base de données NASA/IPAC. Cependant, la base de données Simbad indique que leurs vitesses radiales dont respectivement de 7 795 ± 48 km/s et de 7 350 km/s. Ces vitesses sont semblables à celle de NGC 7362, mais aucune des sources consultées ne mentionne qu'il s'agit d'un trio de galaxies.